# Fidan Aliti
Fidan Aliti (* 3. Oktober 1993 in Binningen) ist ein kosovarisch-schweizerischer Fussballspieler.

## Karriere

### Verein
Aliti fing mit dem Fussballspielen beim FC Concordia Basel an, bevor er in die Jugend des FC Basel wechselte. 2010 schloss er sich dem BSC Old Boys Basel an, bei dem er zuerst in die zweite und im März 2011 in die erste Mannschaft befördert wurde. Am 27. März 2011 (21. Spieltag) gab er beim 4:2-Auswärtssieg gegen den FC Grenchen sein Debüt in der 1. Liga, der damals dritthöchsten Schweizer Spielklasse. Bis Saisonende kam er zu sieben Einsätzen für die erste Mannschaft. In der folgenden Saison wurde Aliti 21 Mal für die Baseler eingesetzt und stieg am Ende der Spielzeit mit OB in die neugeschaffene 1. Liga Promotion auf, die nun dritthöchste Liga. 2012/13 kam er zu 27 Partien (2 Tore) und der Klassenerhalt wurde mit dem 9. Platz sicher erreicht.
Zur Spielzeit 2013/14 wechselte er zum Erstligisten FC Luzern, bei dem er bis zum Ende der Saison zu 12 Spielen für die zweite Mannschaft in der 1. Liga Classic kam (2 Tore). Zudem gab er am 8. Februar 2014 (20. Spieltag) beim 1:2 gegen den FC Thun sein Debüt für die erste Mannschaft in der Super League, als er in der 77. Minute für Claudio Lustenberger eingewechselt wurde. In seiner Premierensaison beim FCL spielte Aliti acht Mal in der höchsten Schweizer Spielklasse.
Nach zehn Einsätzen in der Super League und sechs in der 1. Liga für die Luzerner 2014/15 wechselte er zur folgenden Saison zum moldawischen Spitzenverein FC Sheriff Tiraspol. Er debütierte in der höchsten moldawischen Spielklasse, der Divizia Națională am 13. September 2015 (7. Spieltag) beim 1:1 im Derby gegen den FC Dinamo-Auto Tiraspol, als er in der 33. Minute für Mihajlo Cakic eingewechselt wurde. Bis Saisonende absolvierte Aliti neun Spiele in der höchsten moldawischen Liga. Die Mannschaft gewann das nationale Double aus Meisterschaft und Pokal.
Zur Saison 2016/17 schloss er sich nach einem weiteren Einsatz für Sheriff in der Liga dem kroatischen Erstligisten NK Slaven Belupo an. Bei den Kroaten avancierte er zum Stammspieler und machte 22 Spiele in der höchsten Spielklasse des Landes. Die Spielzeit beendete man auf dem 7. Rang.
2017/18 verpflichtete ihn der albanische Spitzenklub KF Skënderbeu Korça. Bis zum Ende der Saison wurde Aliti 30 Mal in der höchsten albanischen Spielklasse, der Kategoria Superiore eingesetzt, wobei er ein Tor erzielte. Ausserdem absolvierte er alle sechs Spiele in der Gruppenphase der Europa League. KF schied mit fünf Punkten als Letzter aus dem Wettbewerb aus. Schlussendlich wurde die Mannschaft albanischer Meister.
In der folgenden Saison spielte Aliti bis zur Winterpause 19 Mal für Korça und gewann durch ein 3:2 gegen den KF Laçi auch den albanischen Supercup, bevor er im Februar 2019, zu Saisonbeginn der nach Jahresrhythmus stattfindenden höchsten Spielklasse Schwedens, der Fotbollsallsvenskan, nach Schweden zum Kalmar FF wechselte. Für die Schweden verpasste er nur drei Spiele aufgrund von Gelbsperren und kam zu 27 Spielen, in denen er zwei Tore erzielte. Der Klub wurde 14. und gewann die Relegation mit insgesamt 4:2 Toren gegen den Zweitligisten IK Brage.
In der folgenden Spielzeit 2020 kam er zu 20 Einsätzen, bevor er zur Schweizer Spielzeit 2020/21 an den Schweizer Erstligisten FC Zürich verliehen wurde. Auch in Zürich wurde der Verteidiger zum absoluten Stammspieler und absolvierte in seiner Premierensaison 32 Ligaspiele (1 Tor). Nach Saisonende wurde Aliti vom FCZ fest verpflichtet und erhielt einen Vertrag bis 2023. In der Folgesaison wurde er als Leistungsträger mit dem FC Zürich Schweizermeister.
Im Sommer 2023 wechselte er zum türkischen Erstligisten Alanyaspor und unterschrieb dort einen Vertrag bis 2026.

### Nationalmannschaft
Aliti kam im Mai und Juni 2014 zu zwei Einsätzen für die albanische Fussballnationalmannschaft. 2017 debütierte er für die kosovarische Fussballnationalmannschaft, als er am 11. Juni in der Qualifikation zur Fussball-Weltmeisterschaft 2018 beim 1:4 gegen die Türkei in der Startelf stand. Seither ist er in Kosovos Nationalteam gesetzt und machte bisher 46 Länderspiele.

## Erfolge
FC Sheriff Tiraspol
- Moldawischer Meister: 2015/16
- Moldawischer Fussballpokal: 2015/16

KF Skënderbeu Korça
- Albanischer Meister: 2017/18
- Albanischer Supercup: 2018/19

FC Zürich
- Schweizer Meister 2021/2022